# Voulwames
Voulwames (Limburgs:  't Voelwames) is een buurtschap in de gemeente Meerssen nabij Bunde en Itteren. De buurtschap telt 6 woningen en 9 adressen.

## Ligging
Voulwames ligt aan de Maas op het smalle gebied tussen het Julianakanaal en de Maas, tegenover het Belgische gehucht Herbricht (Neerharen-Lanaken). Het is bekend als de plaats waar de Geul in de Maas uitmondt.

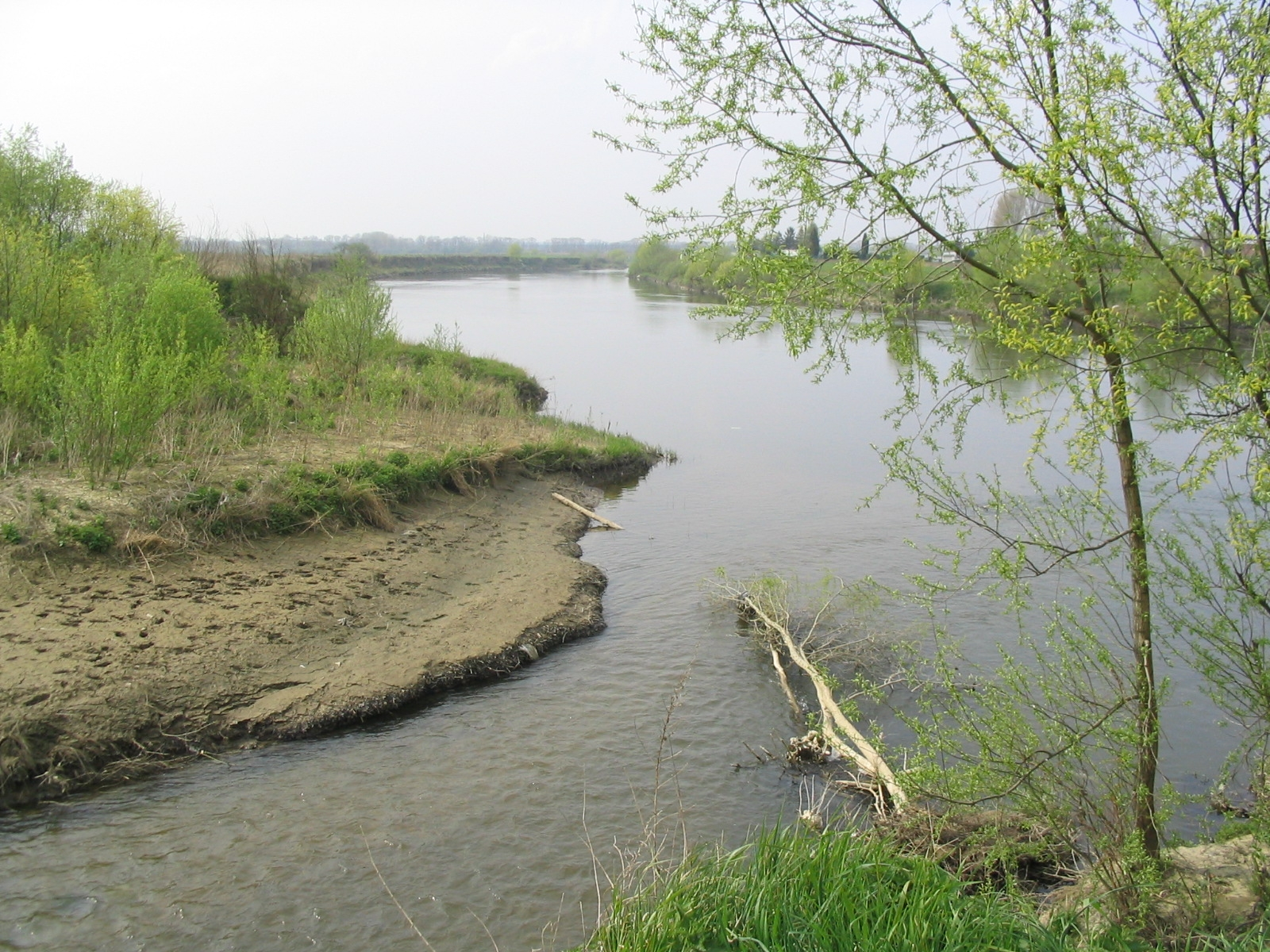
Monding van de Geul
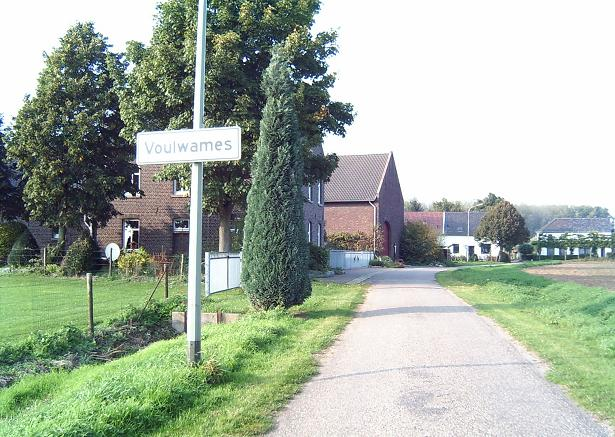
Voulwames in 2005
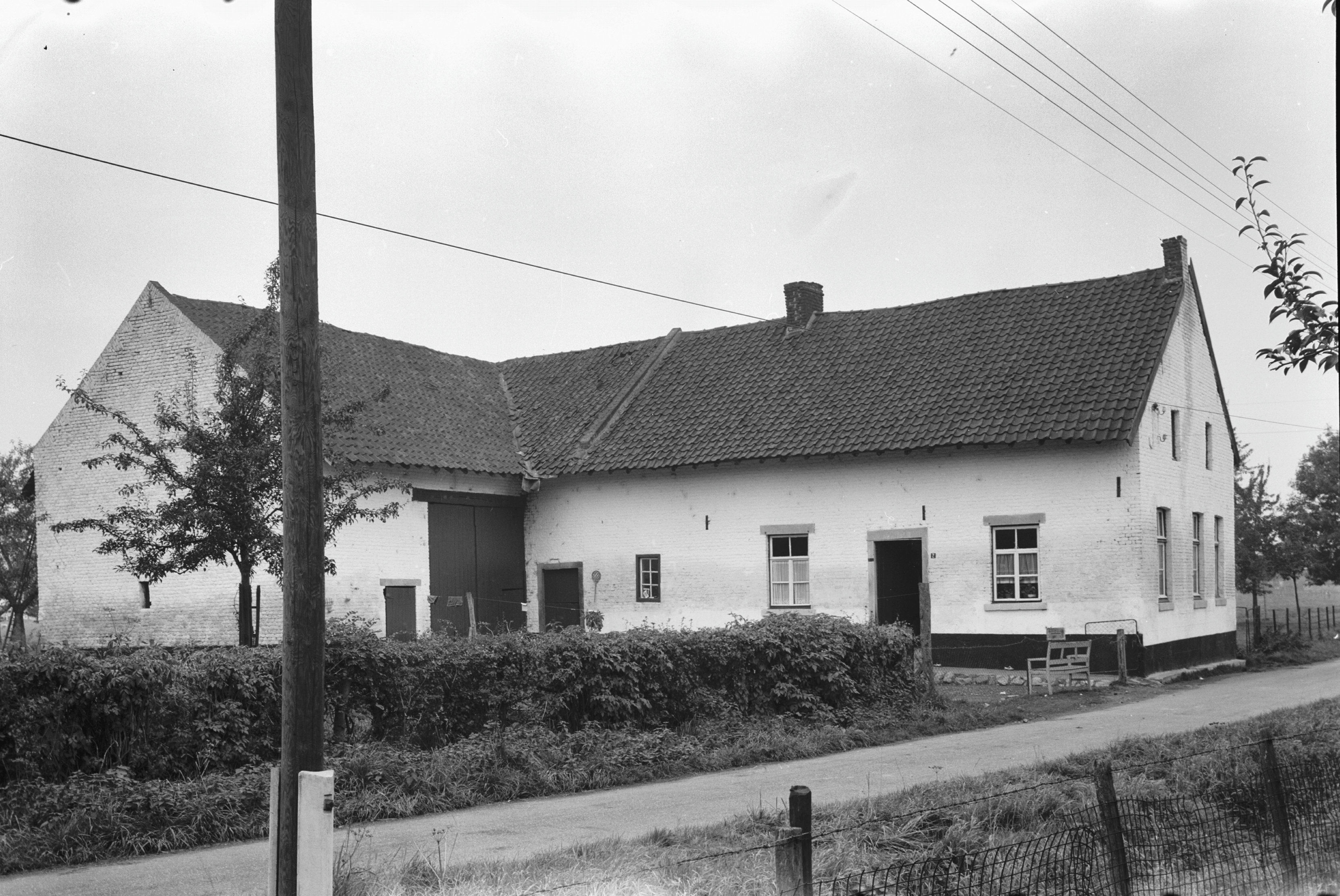
Voulwames in 1962
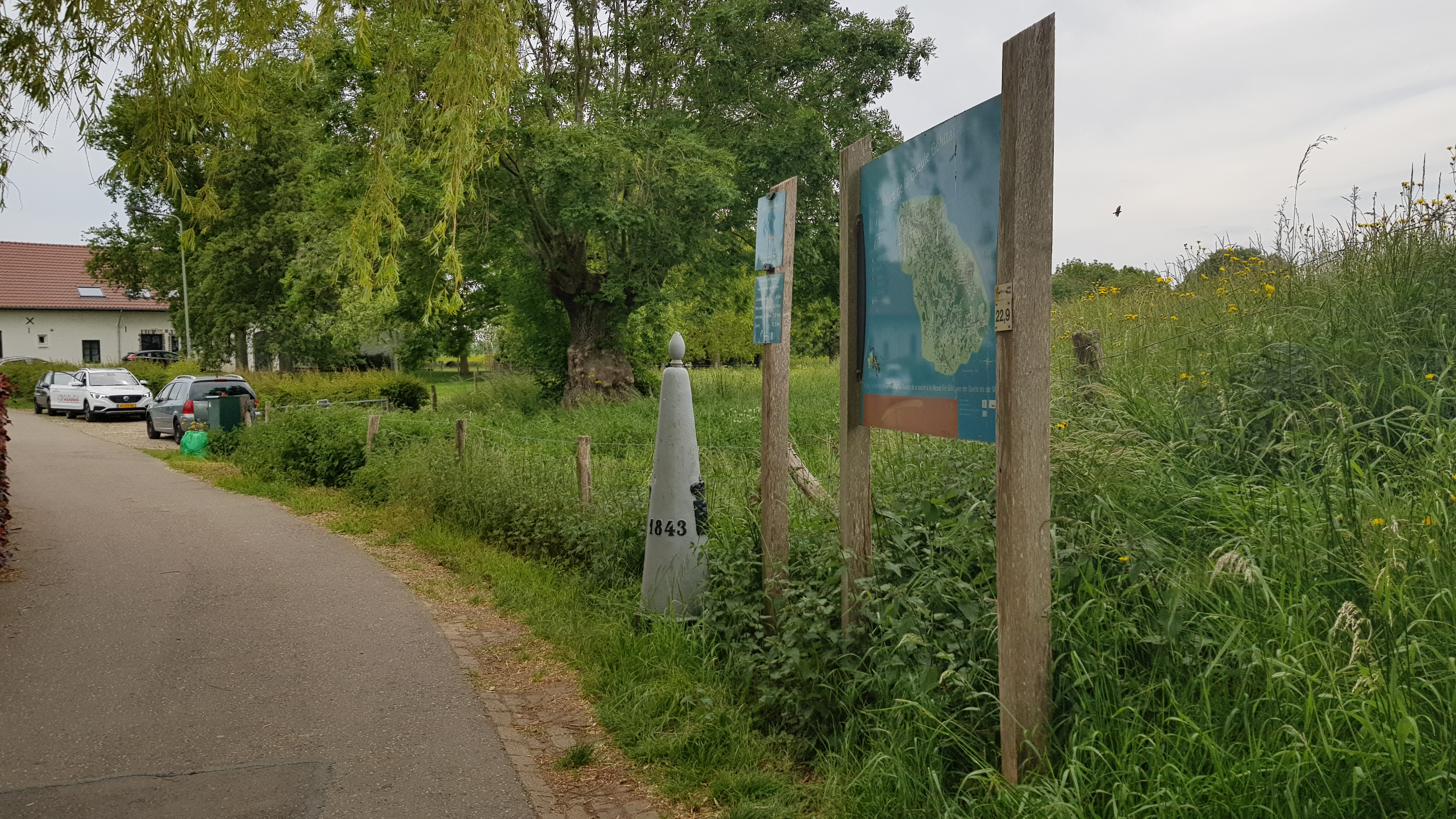
grenspaal 109 in Voulwames

Dorpen: Bunde · Geulle · Geulle aan de Maas · Meerssen · Moorveld · Rothem · Ulestraten

Buurtschappen en gehuchten: Broekhoven · Brommelen · Genzon · Groot Berghem · Hulsen · Humcoven · Hussenberg · Kasen · Klein Berghem · Oostbroek · Raar · Schietecoven · Snijdersberg · Stommeveld · Vliek · Voulwames · Waterval · Weert · Westbroek

Limburg: Steden en dorpen      Nederland: Provincies · Gemeenten